# Hans Rausing
Hans Anders Rausing, KBE (Gotemburgo, 25 de marzo de 1926 – Londres, 30 de agosto de 2019) fue un industrial y filántropo sueco radicado en el Reino Unido. Hizo su fortuna gracias a su co-herencia de Tetra Pak, una empresa fundada por su padre, Ruben Rausing, y la mayor compañía de empaques de alimentos del mundo. A principios de la década de 1980, Rausing se trasladó al Reino Unido para evitar los impuestos suecos, y en 1995 vendió su parte de la empresa a su hermano Gad. En la clasificación mundial de fortunas de Forbes, Rausing se situó en el puesto 83, con una fortuna estimada en US$10 mil millones en 2011. Según Forbes, fue el segundo multimillonario sueco más rico en 2013. Para el momento de su muerte, en agosto de 2019, Forbes estimaba el patrimonio neto de Rausing y su familia en $12 mil millones.

## Primeros años
Rausing nació en Gotemburgo en 1926, el segundo hijo del industrial Ruben Rausing y su esposa Elisabeth (de soltera Varenius). Rausing tenía dos hermanos, Gad y Sven.

## Carrera
Rausing estudió Economía, Estadística y Ruso en la Universidad de Lund, graduándose en 1948. En 1954, fue nombrado director general de Tetra Pak, mientras que su hermano Gad asumió el cargo de subdirector general. Rausing se convirtió en presidente en 1985. Dejó la empresa en 1993 y vendió su participación del 50% a Gad en 1995.
El éxito de Tetra Pak en las décadas de 1970 y 1980 se atribuye al liderazgo de Hans y Gad Rausing, quienes transformaron el negocio familiar de seis personas en una empresa multinacional. A lo largo de su carrera, Rausing se convirtió en un especialista en asuntos rusos y realizó numerosas inversiones en Rusia y Ucrania. Fue responsable del mercado ruso de Tetra Pak y negoció la primera exportación de una máquina Tetra Pak a la Unión Soviética en 1959, convirtiendo finalmente a Tetra Pak en el mayor empleador extranjero en Rusia.

## Patrocinio
Hans Rausing y su esposa Märit donaron grandes sumas a organizaciones benéficas y proyectos de investigación en el Reino Unido y Suecia, incluyendo importantes proyectos de investigación médica en el Karolinska Institutet y la Universidad de Lund. A través del Fondo Märit y Hans Rausing, apoyaron proyectos comunitarios locales en su condado natal de Sussex.
A través de su fondo Arcadia, la hija de Rausing, Lisbet, financia el Hans Rausing Endangered Languages Project en la School of Oriental and African Studies en Londres, Reino Unido.

## Vida personal
En 1954, Rausing se casó con Märit Norrby, hija del escritor sueco Erik Norrby. Tuvieron tres hijos: Lisbet, Sigrid y Hans Kristian. En 1980, Rausing y su familia se trasladaron al Reino Unido. Adquirieron Wadhurst Park, una finca en East Sussex, en 1983. En su jubilación, Rausing dedicó más tiempo a sus intereses filantrópicos y a la colección de arte. Falleció el 30 de agosto de 2019 a la edad de 93 años.